# Pirgu
Pirgu est un village de la commune de Juuru du Comté de Rapla en Estonie.

## Manoir
Le domaine de Pirgu a été fondé en 1662 lorsque des terres ont été séparées du domaine du château d'Angerja. Par la suite, il a appartenu à diverses familles allemandes baltes. Le dernier propriétaire terrien a été contraint de quitter le domaine à la suite des vastes confiscations de terres décrétées par la réforme agraire estonienne de 1919. À la suite de cela, le manoir bâti dessus est tombé en ruine dans les années 1980. À l'initiative de six fermes locales, des travaux de restauration ont été entrepris en 1987 et le manoir a retrouvé son aspect antérieur. Il s'agit d'un bâtiment classique avec un portique ionique à quatre colonnes dominant la façade avant.